# Allan Blair
Allan Walker Blair (* 1900 in Brussels, Ontario; † 1948) war ein Mediziner und Professor an der University of Alabama. Blair wurde durch ein gefährliches Selbstexperiment bekannt. Er ließ sich von einer weiblichen Schwarzen Witwe beißen, um die Toxizität ihres Giftes für den Menschen zu untersuchen (Antivenin).

## Biographie
Im Alter von 11 Jahren zog seine Familie nach Regina um. Er graduierte als Bachelor of Arts (BA) an der University of Saskatchewan und 1928 als Arzt (Medicinæ Doctorem et Chirurgiæ Magistrum, MD CM—Doctor of Medicine and Master of Surgery) an der McGill University in Montreal.
Von 1929 bis 1934 unterrichtete er Pathologie an der University of Alabama und studierte von 1934 bis 1935 Chirurgie am Winnipeg General Hospital in Manitoba.
Blair war der erste Kanadier, dem der Rockefeller Fellowship verliehen wurde für seine Studien zu Krebs am New York Memorial Hospital, zwischen 1935 und 1936.
Zu seinen Ehren wurde das Allan Blair Cancer Centre in Regina benannt.

## Vergiftungsexperiment
Zum Zeitpunkt des Experiments am 12. November 1933 befand sich Blair in guter körperlicher Verfassung und wog etwa 76 Kilogramm. Er war sogar athletisch und hatte kurz zuvor ein Tennisturnier gewonnen. Er dokumentierte den Verlauf minutiös wie folgt:
| Zeitpunkt | Erfahrung |
| --------- | --- |
| 10:45     | Die Spinne biss etwa zehn Sekunden lang in den kleinen Finger seines linken Arms. |
| 11:05     | In der linken Achselhöhle traten dumpfe Schmerzen auf; der ganze Arm fühlte sich dumpf, schmerzhaft und leicht taub an. |
| 11:07     | Leichte Schmerzen waren auf der linken Brustseite zu spüren. |
| 12:00     | Die Nackenmuskulatur schmerzte, es herrschte ein allgemeines Unwohlsein. |
| --        | Ab diesem Zeitpunkt wurden seine Notizen von seinem Assistenten geschrieben. |
| 12:10     | Schmerzen waren im gesamten Unterleib vorhanden. |
| --        | Blair wurde in das Veteran's Hospital gebracht. |
| 12:30     | Starke Schmerzen in der Lendengegend, im Bauch und in der Brust mit einem Gefühl der Enge in letzterer. Das Sprechen war schwierig und ruckartig. |
| 12:37     | Es traten quälende Schmerzen in der Lendengegend, im Unterleib und in der Brust auf; der Unterleib war steif, wie ein Brett. |
| 12:50     | Der Patient war nicht in der Lage, sich aufzurichten oder zu stehen, zeigte eine fast starre Beugung der Beine, Zittern, extreme Ascheblässe und kalten, klammen Schweiß, mit dem allgemeinen Eindruck, sich in einem Zustand tiefen Schocks zu befinden. |
| --        | Er wurde in ein warmes Bad gelegt, was vorübergehend die starken Schmerzen linderte. Seine Atmung war erschwert. |
| 13:15     | Die Lippen waren angespannt und zusammengezogen, wodurch der Mund eine ovale Form annahm. |
| 16:05     | Der Patient erbrach. |
| 17:35     | Ein roter Streifen auf dem linken Handrücken wurde festgestellt. |
| 19:45     | Er trank reichlich und schwitzte stark; die Augen waren rot und tränten, das Gesicht wirkte geschwollen; der Bauch war immer noch steif. |
| --        | Am nächsten Morgen nach einer schmerzhaften, unruhigen Nachtruhe. |
| 8:15      | Bei einer Gelegenheit gab der Patient an, dass er geistig so aufgewühlt war, dass er befürchtete, verrückt zu werden, wenn er nicht streng kontrolliert würde. (Ihm wurde Morphium gegeben).                                                              |
| 16:10     | Das Gesicht war gerötet und geschwollen, die Zunge war stark behaart, und der Atem war stinkend. |
| 20:00     | Der Zustand des Patienten hatte sich deutlich verbessert. Er hatte den ganzen Tag über große Mengen an Orangensaft getrunken und schwitzte stark. |
| --        | Zwei Tage später, am 15. November, hatte Blair das Schlimmste überstanden. |
| 11:00     | Der Patient wurde mit dem Krankenwagen nach Hause gebracht. |

Blair wollte mit dem Experiment sehen, ob eine Person eine Immunität aufbaut, die die Auswirkungen eines zweiten Bisses abschwächt. Er lehnte ein zweites Experiment dankend ab:

„Ich hatte die Möglichkeit, über diesen Punkt (Immunität) zu entscheiden, aber mir fehlte der Mut, mich einer möglichen Wiederholung der ersten Erfahrung auszusetzen.“

Blairs behandelnder Arzt, Dr. J. M. Forney, sagte nach der Behandlung von Blair: „Ich kann mich nicht erinnern, bei irgendeiner anderen medizinischen oder chirurgischen Erkrankung schlimmere Schmerzen gesehen zu haben.“

### Latrodektismus
Das durch den Biss von Latrodectus spp verursachte Krankheitsbild (Latrodektismus) wird beschrieben, einschließlich des Allgemeinzustands des Patienten mit quälenden Schmerzen, Krämpfen, Spasmen, motorischer Unruhe, brettartigem Bauch, „facies latrodectismica“, Schwitzen, Oligurie, Bluthochdruck, Angst, psychischer Erregung und einer langen Rekonvaleszenz.
Fachleute schreiben: "Die erheblichen Schmerzen, die mit einer Envenomisierung (viz. Vergiftung durch ein Venom) einhergehen, lassen sich mit herkömmlichen Analgetika oft nicht lindern. Ein Gegengift (Antivenin Latrodectus mactans) ist verfügbar und wirksam, wird aber aus Angst vor akuten Überempfindlichkeitsreaktionen oft nicht verabreicht."
In den USA werden jährlich etwa 2.500 Bisse der Schwarzen Witwe gemeldet. In dem Zeitraum 2012 bis 2022 wurden 15.299 Fälle von Latrodectus spp gemeldet. Davon wurden die meisten Fälle (ca. die Hälfte) vor Ort, außerhalb einer Gesundheitseinrichtung, behandelt. In ca. 10 % der Fälle kam es zu einer Krankenhauseinweisung. Die häufigsten Therapien waren Wundversorgung (ca. 44 %) und Benzodiazepine (ca. 19 %). Bei weniger als 4 % der Expositionen wurde ein Antivenom verabreicht.